# Allium longistylum
Allium longistylum är en amaryllisväxtart som beskrevs av John Gilbert Baker. Allium longistylum ingår i släktet lökar, och familjen amaryllisväxter. Inga underarter finns listade i Catalogue of Life.